# Брат 2 (саундтрек)
«Брат 2» («Брат 2. Музыка к фильму») — саундтрек к одноимённому российскому фильму Алексея Балабанова 2000 года.

## Производство
Алексей Балабанов родился и вырос в Свердловске. Именно этим обосновывается то, что почти во всех фильмах Балабанова в качестве саундтрека звучит русский рок, в том числе и песни его друзей из Свердловского рок-клуба, из которого вышли такие группы, как «Настя», Nautilus Pompilius, «Агата Кристи», «Смысловые галлюцинации» и другие. И именно поэтому один из злодеев в фильме «Брат-2» носит фамилию Мэннис (так зовут его друга, проживающего ныне в Филадельфии), а Валентин Эдгарович Белкин носит фамилию Игоря «Егора» Белкина, когда-то игравшего в группах «Урфин Джюс», Nautilus Pompilius и «Настя».
Продолжая музыкальную тему первой части (в которой доминировали песни группы Nautilus Pompilius), фильм сопровождается композициями рок-групп и исполнителей России и ближнего зарубежья: «Сплин», «Би-2», «Крематорий», Земфира, Чичерина, «Смысловые галлюцинации», «Океан Ельзи», «АукцЫон», «Танцы минус», «Маша и Медведи», «Агата Кристи». В финальных титрах звучит песня Nautilus Pompilius — «Последнее письмо». Также в одном из эпизодов звучит песня Вячеслава Бутусова «Гибралтар-Лабрадор».
Одновременно с премьерой фильма компанией REAL Records был выпущен саундтрек «Брат-2. Музыка к фильму». Успех саундтрека был настолько велик, что был выпущен второй альбом — «Брат-2. За кадром», в который вошли композиции, не вошедшие в первый альбом.
Кроме того, спустя 3 года после выхода первого фильма, был выпущен саундтрек к нему.
Также на волне популярности было выпущено восемь неофициальных музыкальных сборников с «Брат-3» по «Брат-10», которые содержали в себе песни популярных рок-исполнителей. На обложках аудиокассет и CD-дисков были использованы фотографии Сергея Бодрова и Виктора Сухорукова.
По первоначальному замыслу, во время сцены расстрела бандитов в подсобных помещениях клуба «Метро» вместо песни «Би-2» «Полковнику никто не пишет» должна была звучать песня «ДДТ» «Не стреляй!». Однако Юрий Шевчук отказался участвовать в фильме, охарактеризовав его впоследствии как «чудовищное, ужасное, отвратительное националистическое культовое кино», хотя концертные афиши группы «ДДТ» несколько раз всё же встречаются в интерьерах рок-клуба «Метро». Вместо Шевчука созданием саундтрека занялся продюсер радиостанции «Наше радио» Михаил Козырев. Впоследствии Козырев заявил, что «не гордится фактом участия в проекте». При этом в другом интервью в 2020 г., Козырев сказал, что гордится саундтреком из фильма, заявив, что «также редко выпадает у каждого из нас в судьбе, у людей, которые занимаются какими-то медиа, что ты попадаешь в яблочко и делаешь… передачу, песню, фильм, саундтрек, которые захватывают суть момента».
Во время съемок фильма режиссер Балабанов пытался получить разрешение на использование песни «Я Остаюсь» у фронтмена группы «Черный Обелиск» - Анатолия Крупнова. Но из-за бюрократических проволочек песню не успели включить в кинокартину, и разрешение смогли применить лишь к официальному CD с саундтреком к фильму.
Кроме участия в саундтреке, Вячеслав Бутусов также выступил композитором обоих фильмов дилогии.

## Саундтреки

### Официальный альбом
Официальный альбом получил название «Брат 2. Музыка к фильму» (указано на обложке).

| №   | Название                    | Исполнитель                     | Длительность |
| --- | --------------------------- | ------------------------------- | ------------ |
| 1.  | «Полковнику никто не пишет» | Би-2                            | 4:57         |
| 2.  | «Земля»                     | Маша и Медведи                  | 5:24         |
| 3.  | «Дорога»                    | АукцЫон                         | 3:23         |
| 4.  | «Секрет»                    | Агата Кристи                    | 3:00         |
| 5.  | «Искала»                    | Земфира                         | 3:42         |
| 6.  | «Линия жизни»               | Сплин                           | 2:59         |
| 7.  | «Погляд»                    | Ла-Манш                         | 5:57         |
| 8.  | «Катманду»                  | Крематорий                      | 3:49         |
| 9.  | «Иду»                       | Танцы Минус                     | 3:42         |
| 10. | «Ту-лу-ла»                  | Чичерина                        | 2:27         |
| 11. | «Гибралтар-Лабрадор»        | Вячеслав Бутусов                | 4:13         |
| 12. | «Коли тебе нема»            | Океан Ельзи                     | 3:19         |
| 13. | «Вечно молодой»             | Смысловые галлюцинации          | 3:40         |
| 14. | «Никогда»                   | Агата Кристи                    | 4:47         |
| 15. | «Последнее письмо»          | Детский хор, рук. М. И. Славкин | 3:10         |

### Песни, прозвучавшие в фильме, но не вошедшие в альбом
| №   | Название                    | Исполнитель                             | Длительность |
| --- | --------------------------- | --------------------------------------- | ------------ |
| 1.  | «Огоньки»                   | Ирина Салтыкова                         | 4:02         |
| 2.  | «Бай-бай»                   | Ирина Салтыкова                         | 3:13         |
| 3.  | «Солнечный друг»            | Ирина Салтыкова                         | 4:00         |
| 4.  | «Розовые очки»              | Смысловые галлюцинации                  | 3:37         |
| 5.  | «Счастье»                   | Би-2                                    | 4:06         |
| 6.  | «Варвара»                   | Би-2                                    | 4:59         |
| 7.  | «Кавачай»                   | Океан Ельзи                             | 4:39         |
| 8.  | «Город»                     | Танцы Минус                             | 4:08         |
| 9.  | «Lafayette»                 | Sleeping for Sunrise                    | 4:20         |
| 10. | «Последнее письмо»          | Nautilus Pompilius                      | 3:38         |
| 11. | «Стюардесса по имени Жанна» | Кавер-версия песни Владимира Преснякова | 4:04         |

### Альбом «Брат-2. За кадром»
После коммерческого успеха альбома «Брат-2» официально был выпущен альбом «Брат-2. За кадром», в который были включены песни, не вошедшие в первый альбом, и песни, которые могли прозвучать в фильме, но по каким-то причинам не вошли в него.

| №   | Название              | Исполнитель                     | Длительность |
| --- | --------------------- | ------------------------------- | ------------ |
| 1.  | «Розовые очки»        | «Смысловые галлюцинации»        | 3:35         |
| 2.  | «Кавачай»             | «Океан Ельзи»                   | 4:37         |
| 3.  | «Молоко и мед»        | «Сплин»                         | 4:39         |
| 4.  | «День народження»     | «Вопли Видоплясова»             | 4:23         |
| 5.  | «Верю я»              | «Павел Кузин & Жанна»           | 3:48         |
| 6.  | «Ветер»               | «Настя»                         | 3:51         |
| 7.  | «Свадебная»           | «Би-2»                          | 3:10         |
| 8.  | «Ты на пути в Чикаго» | «Телевизор»                     | 4:57         |
| 9.  | «Возьми меня силой»   | «Танкi»                         | 3:30         |
| 10. | «С тобой»             | «Сергей Савин»                  | 3:11         |
| 11. | «Уходя уходи»         | «Чичерина»                      | 4:18         |
| 12. | «Последнее танго»     | «Ногу свело!»                   | 3:11         |
| 13. | «Братишка»            | «Пилот»                         | 2:22         |
| 14. | «Герда, икай»         | «Сегодня ночью & Никита Козлов» | 3:31         |
| 15. | «Последняя песня»     | Найк Борзов                     | 3:14         |
| 16. | «Я остаюсь»           | А. Крупнов & «Чёрный Обелиск»   | 4:26         |
| 17. | «Сварог»              | «Аквариум»                      | 5:07         |
| 18. | «Are you gangsters?»  | «S.P.O.R.T.»                    | 1:57         |

### Музыка компьютерной игры
В 2000 года вышла компьютерная игра «Брат 2. Обратно в Америку» в жанре шутера от первого лица. Сюжет игры является продолжением фильма. Главный герой игры из одноимённого фильма — Данила Багров, узнаёт, что его брата Виктора Багрова украла американская мафия. Данила решает вернуться в Америку, чтобы спасти своего брата. В качестве саундтрека было использовано 4 композиции из фильма: три песни группы «Би-2» — «Полковнику никто не пишет», «Счастье» и «Варвара», а также песня группы «Смысловые галлюцинации» «Вечно молодой».

## Стихотворения из фильма
- В начале фильма мужчина у джипа на камеру декламирует стихотворение Михаила Лермонтова «Нет, я не Байрон, я другой…» (1832).
- Стихотворение «Родина», автором которого указан В. Орлов[9], было опубликовано в 1999 году в учебнике по интегрированному курсу русского языка для 1 класса[10], однако ещё в 1987 году оно было опубликовано в журнале «Колобок» с несколько иным содержимым и другим указанием авторства: автор Николай Курилов, перевод с юкагирского Михаила Яснова[11].

## Видеоклипы
- Клип группы «Би-2» — «Полковнику никто не пишет». Представляет собой выступление из фильма и нарезку кадров фильма. Режиссёры клипа: А. Балабанов / В. Макущенко. Оператор: Сергей Астахов. Примечательно, что после выхода фильма музыканты «Би-2» Шура и Лёва ждали, когда режиссёр фильма Алексей Балабанов пришлёт им смонтированную версию видеоклипа на популярную песню. В итоге, когда друзья посмотрели окончательный вариант, они, по их же словам, удивились с того, насколько музыкальное видео вышло ужасным. Музыканты были разочарованы тем, что они появляются на видео «от силы раза три». Лёва и Шура взяли исходные версии клипа и сделали его заново вместе с Валерием Макущенко. Через полгода на одном из фестивалей музыканты встретились с актёром Сергеем Бодровым-младшим, исполнителем роли Данилы Багрова, и пожаловались ему на плохой клип. Бодров же, в свою очередь, признался: автором первоначального клипа являлся именно он[12][13].
- Клип группы «Смысловые галлюцинации» — «Вечно молодой». В клипе актёр фильма Виктор Сухоруков исполнил роль киллера, а Сергей Бобунец является вторым героем клипа. Примечательно, что в первом фильме персонаж Сухорукова является киллером по кличке «Татарин».
- К 20-летию фильма в 2020 году на «Авторадио» вышла видеоподборка[14] выступлений групп с песнями, вошедшими в саундтрек к фильму. В подборку вошли выступления, организованные этой радиостанцией.

## Критика и приём
По мнению Юрия Доманского, использование режиссёром Балабановым в фильме песни «Дорога» из альбома «Птица» (1993) группы «АукцЫон»  в сцене отправления из аэропорта Шереметьево в США героя Виктора Сухорукова «существенно корректирует, как-то даже углубляет характер старшего брата». Доманский признавался, что даже его пожилая мама готова смотреть этот фильм именно из-за сцены в аэропорту, которую сопровождает песня «Дорога».
Кандидат культурологии Дарья Журкова в статье «Режиссёрский слух: музыка в фильмах Балабанова» (2018) анализирует эпизод в аэропорту, когда старший брат главного героя проходит таможенный контроль под музыку песни «Дорога». Слова её припева, по мнению Журковой, являются символом духовного освобождения героя. Таможенный досмотр, сами таможенники — атрибуты власти. Их присутствие в кадре накладываются на текст «О-о-о, зона!». С точки зрения культуролога, под зоной подразумевается Россия, которую герой фильма покидает. «Высокий, почти фальцетный тембр солиста, постоянное „зависание“ мелодии на высоких нотах с последующим „скатыванием“ вниз — всё это создаёт эффект юродствования», — утверждает Журкова. Полная напряжения сцена в фильме за счёт музыки наполняется иронией — по словам Журковой, «экшн модулирует в балаган»: Балабанов «играет с патриотическими чувствами и имиджем России, намекая на её закрытый, „режимный“ характер»
Михаил Марголис писал, что в 2000-е годы популярность «АукцЫона» «в одночасье достигла немыслимых ранее масштабов» после выхода на экраны фильма Алексея Балабанова «Брат 2», в котором прозвучала «Дорога» из альбома «Птица». Саундтрек фильма был издан отдельным диском, и тираж его оказался сопоставим с самыми успешными сольными альбомами популярных групп того времени. Результатом стало то, что строчку «„Я сам себе и небо, и луна…“, к тому времени уже семь лет хором распеваемую фанами на каждом концерте „АукцЫона“, теперь подхватила едва ли не вся страна».
Материальных благ использование песни в саундтреке фильма её авторам не принесло. Алексей Балабанов, по словам Олега Гаркуши, около года просил Фёдорова предоставить права на использование песни и говорил, что снимает «некассовый фильм, который прибыли не принесёт». Дмитрий Озерский утверждал, что переговоры о песне вёл не сам Балабанов, а «кто-то из администраторского корпуса „Брата 2“», когда группа приезжала в Москву на гастроли. К 2010 году популярность концертов группы сохранилась, но «„Дорогу“ давай!», по выражению Марголиса, «практически никто из зала уже не кричит».

## Концерты
- Концерт «Брат-2. Живьём в Олимпийском». Телеверсия была показана 10 декабря 2000 года на канале «РТР».
- Концерт «Брат-2. 15 лет с спустя». В 2015 году фильму «Брат-2» исполнилось 15 лет. По этому поводу 17 октября в Санкт-Петербургском Ледовом дворце состоялся концерт, в котором выступили многие музыканты из тех, чьи песни были включены в саундтрек к фильму. Помимо них, в концерте приняли участие некоторые актёры, снимавшиеся в фильме[21].

## Премии и хит-парады
- В 2000 году группа «Би-2» за саундтрек к фильму, композицию «Полковнику никто не пишет» получила премию «Золотой граммофон» Русского радио.
- В 2001 году другая песня, вошедшая в саундтрек к фильму, композиция Вячеслава Бутусова «Гибралтар-Лабрадор» получила премию журнала Fuzz как лучшая песня года. При этом песня «Полковнику никто не пишет» группы «Би-2» попала на первую пятёрку лучших песен года по версии данного журнала[22].
- По итогам 2000 года хит-парада «Чартова дюжина» Нашего радио песня Би-2 «Полковнику никто не пишет» заняла 7-е место, а песня Вячеслава Бутусова «Гибралтар-Лабрадор» — 12-е.